# François Louis von Chappuis
François Louis von Chappuis  (* 11. Dezember 1751 in Verz-chez-Berthoud bei Puidoux, Kanton Waadt; † 5. August 1830 in Tharnau) war ein preußischer Oberst und Ritter des Ordens Pour le Mérite.

## Leben

### Herkunft
François Louis entstammte der protestantischen Familie Chappuis aus dem französischsprachigen Teil der Schweiz und war Stifter und Ahn der preußischen adligen Linie, Nobilitierung und Wappenbesserung Berlin 8. Januar 1794, Diplom 8. Februar 1797. Seine Eltern waren Jean Noe Chappuis (1731–1803), vormals Asseseur Consistorial, Justicier und Conseilleur der Großgemeinde St. Saphorin, und Jeanne Marie Leyvraz (1731–1793).

### Militärkarriere
François Louis Chappuis verließ die heimatliche Schweiz und trat in preußische Militärdienste. Er wurde Offizier bei der Infanterie und nahm an den Feldzügen der gegen das revolutionäre Frankreich gerichteten Koalition teil. Offensichtlich hat er sich im Einsatz bewährt, denn König Friedrich Wilhelm II. erhob den bürgerlichen Offizier am 8. Januar 1794 in den erblichen preußischen Adelsstand. Im Krieg Preußens 1806/07 gegen Napoleon zeichnete er sich, inzwischen Oberstleutnant, besonders bei der Verteidigung der Stadt Danzig im Jahre 1807 aus, so dass König Friedrich Wilhelm III. ihn als Kommandeur des Füsilierbataillons „Rühle“ am 19. Juni 1807 mit dem Orden Pour le Mérite auszeichnete. Obwohl die Verleihungsgründe im Einzelnen nicht überliefert sind, ergibt sich die Verleihung indirekt aus dem Attest, das die Untersuchung, der sich nach dem Tilsiter Frieden alle preußischen Offiziere hinsichtlich ihres Verhaltens während des Krieges stellen mussten, von den ältesten anwesenden Offizieren abgaben. In dem Attest heißt es: „Dass sie gegen das Dienstbenehmen während der Verteidigung von Danzig nichts anzuführen wissen, was demselben nachtheilig sein könne und derselbe seine Schuldigkeit gethan und sich untadelig benommen habe.“
Chappuis blieb trotz der von Napoleon Preußen im Frieden von Tilsit aufgezwungenen einschneidenden Heeresreduzierungen im aktiven Dienst und erreichte noch den Dienstgrad eines Obersten.

### Familie
Verheiratet war er seit 1787 mit Charlotte de l’Homme de Courbière. Nach der Scheidung Ende September 1789 heiratete Chappuis am 30. November 1792 Sofie Gräfin von Pfeil und Klein-Ellguth (1767–1848). Das Paar hatte mehrere Kinder:
- Wilhelm (1793–1869), preußischer Generalmajor ⚭ 1821 Agnes Kittel (1802–1874)
- Alexander (1798–1862) ⚭ Mathilde von Treskow (* 1815), Tochter von Carl von Treskow
- Friedrich (1799–1882), preußischer Major a. D. ⚭ 1835 Agnes Noack (1806–1883)
- Adolf (1801–1869), preußischer Oberst a. D. ⚭ Pauline von Slupecka (1817–1855)
- Ludwig, Obersteuerkontrolleur
- Alfred (* 1810), preußischer Oberstleutnant ⚭ 1854 Marie von Hofmann (1819–1890), Tochter des Generalleutnants Georg Wilhelm von Hofmann, begründet die Linie von Hofmann-Chappius[5]